# Saint-Claude, Jura
Saint-Claude är en kommun i departementet Jura i regionen Bourgogne-Franche-Comté i östra Frankrike. Kommunen ligger i kantonen Saint-Claude som tillhör arrondissementet Saint-Claude. År 2022 hade Saint-Claude 8 556 invånare. Huvudorten med samma namn grundades på 400-talet e.Kr., och hette då Condat.

## Befolkningsutveckling
Antalet invånare i kommunen Saint-Claude
Referens:INSEE